# Mutambo
A Guazuma ulmifolia é espécie arbórea pioneira, integrante da familía Malvaceae, conhecida com os nomes populares: mutamba, mutambo, mucungo, fruta-de-macaco, embireira, pau-de-pomba, guamaca, pojó, guaxima-macho, no Pará como embira e mutamba-verdadeira, no Rio Grande do Sul como embiru, no Pará e na Bahia como periquiteira, no Mato Grosso como envireira e pau-de-bicho  e em São Paulo como araticum-bravo, cabeça-de-negro e guaxima-torcida, é uma árvore que ocorre nativamente do México ao Brasil. 
Ela é encontrada em todos os estados brasileiros nos domínios fitogeográficos: Amazônia, Mata Atlântica, Cerrado e Caatinga em vegetações de área antrópica, floresta de terra firme, Floresta Estacional Decidual, Floresta Estacional Semidecidual, Floresta Ombrófila e Floresta Ombrófila Mista.
A planta possui diversos usos, incluindo como forragem animal e em preparos para alimentação humana e medicina tradicional.

## Características

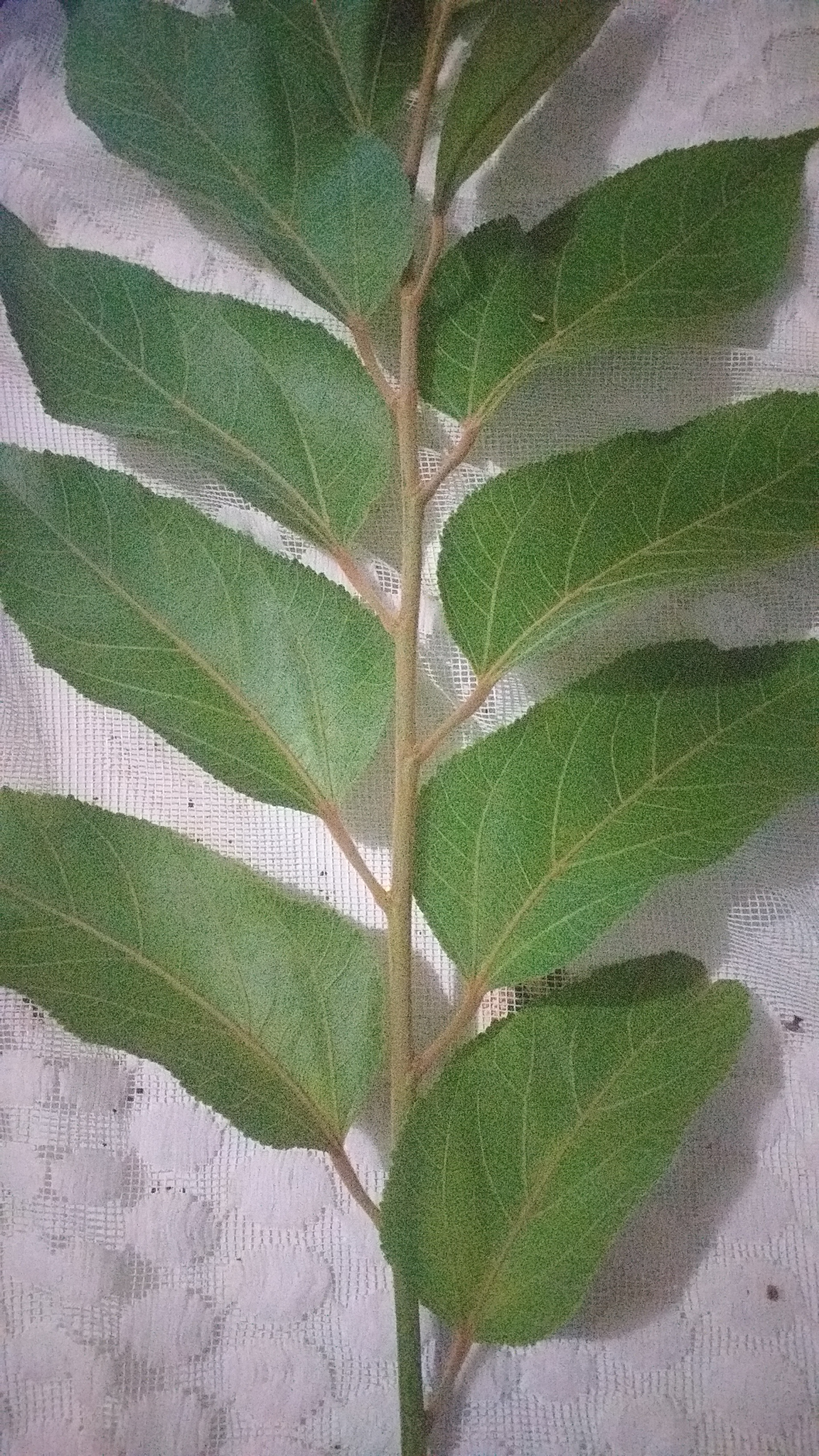
Folhas da Guazuma ulmifolia.jpg

É uma planta pioneira, heliófita e semidecídua.
Ela apresenta distribuição geográfica ampla, irregular e descontínua, ocorrendo em diversas formações vegetais e em altitudes de até oitocentos metros.
A árvore apresenta crescimento rápido e atinge de oito a dezesseis metros de altura .
É uma árvore muito interessante para reflorestamentos heterogêneos de áreas degradadas.
O tronco atinge um diâmetro de trinta a cinquenta centímetros .
Os galhos são atacados por larvas do cerambicídeo, Oncideres spp. que corta galhos de até três centímetros de diâmetro por anelação.
As folhas são simples e pecioladas, com filotaxia alterna dística, ovalada ou lanceolada, com 5 cm a 18 cm de comprimento e 2 cm a 6 cm de largura, membranácea, mais ou menos aguda no ápice, com a margem levemente denteada ou crenada. Possuem pubescência estrelada em ambas as faces.
As folhas são atacadas por afídeos.
As flores são de tamanho pequeno  com coloração creme, bissexuada com simetria actinomorfas, com cálice dialissépalo e corola dialipétala. Ovário súpero, pentacarpelar e pentalocular. Encontram-se reunidas em inflorescências axilares. O florescimento ocorre de setembro a novembro.
As flores com longos apêndices filiformes. São polinizadas por abelhas e pequenos insetos.
O ciclo de reprodução é caracterizado como supra-anual. Existem variações entre os meses de floração e frutificação de acordo com a região.
Os frutos são cápsula subglobosa, seca, verrugosa de cor verde a negra, medem de 1 cm a 4 cm. Suas sementes têm forma arredondada, de coloração acinzentada, e o tipo de  dispersão é zoocórica.
A madeira é leve, pouco compacta, mole e apresenta boa durabilidade quando protegida de umidade e chuva.
Sua madeira é usada em caixotaria, partes internas de construções, na confecção de coronha de armas e tonéis, como matéria prima para a extração de pasta celulósica, e como matéria prima de um carvão de ótima qualidade que pode ser transformado em pólvora de excelente qualidade.
A casca fornece matéria prima para a confecção de cordas.

A copa é ampla e proporciona uma sombra ótima o que a torna uma ótima opção para paisagismo e arborização.

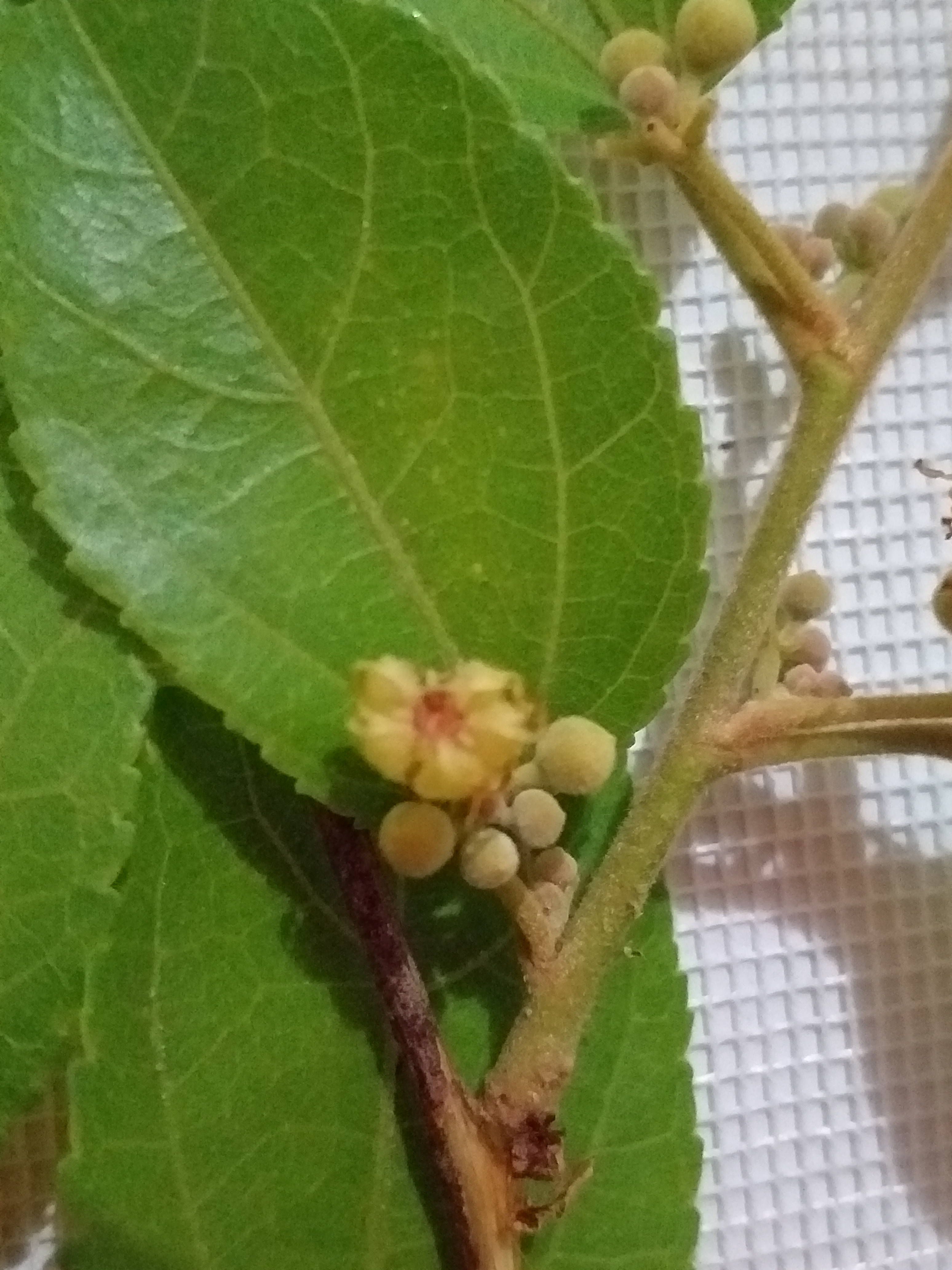
Flor da Guazuma ulmifolia
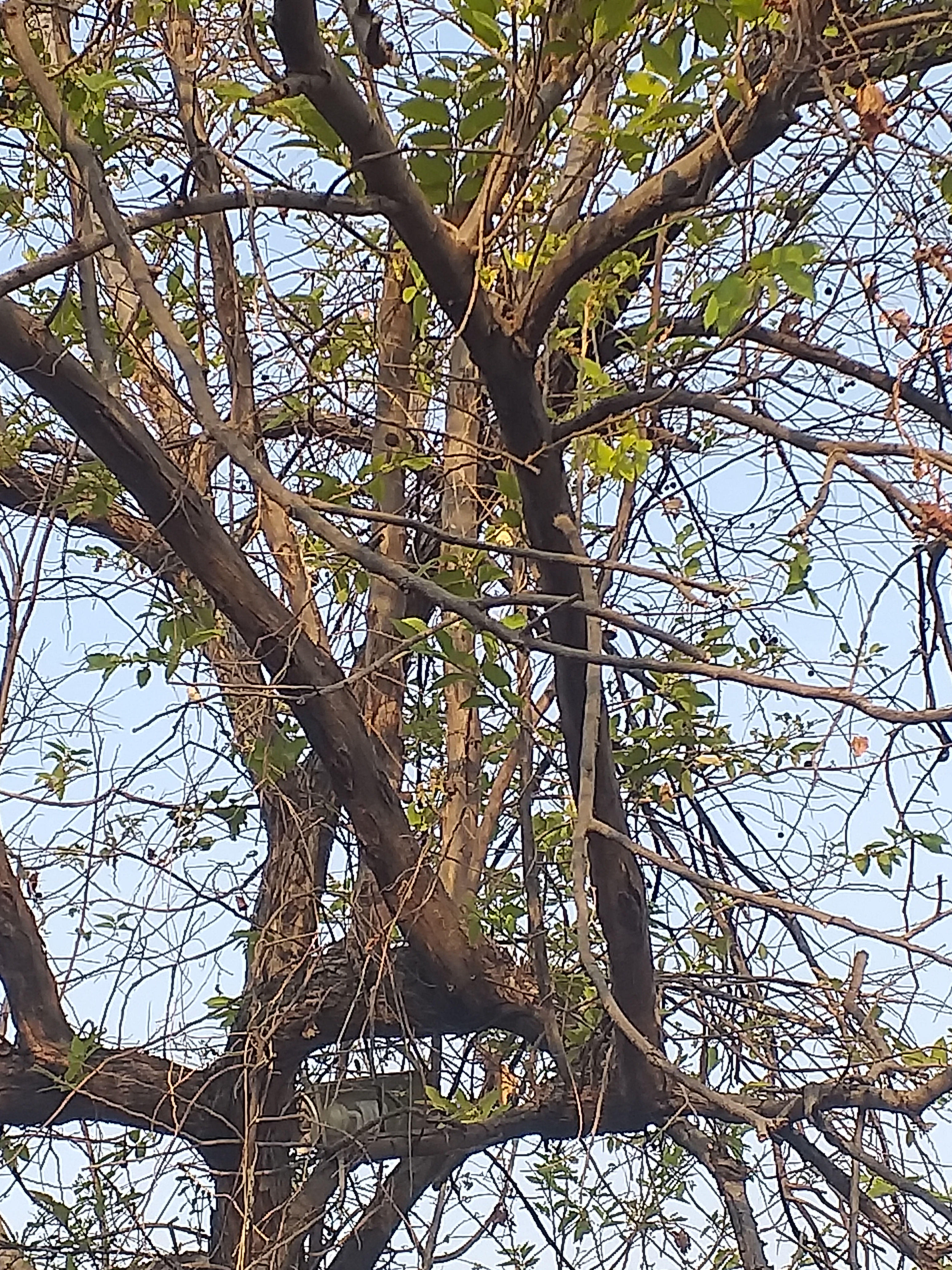
Galhos
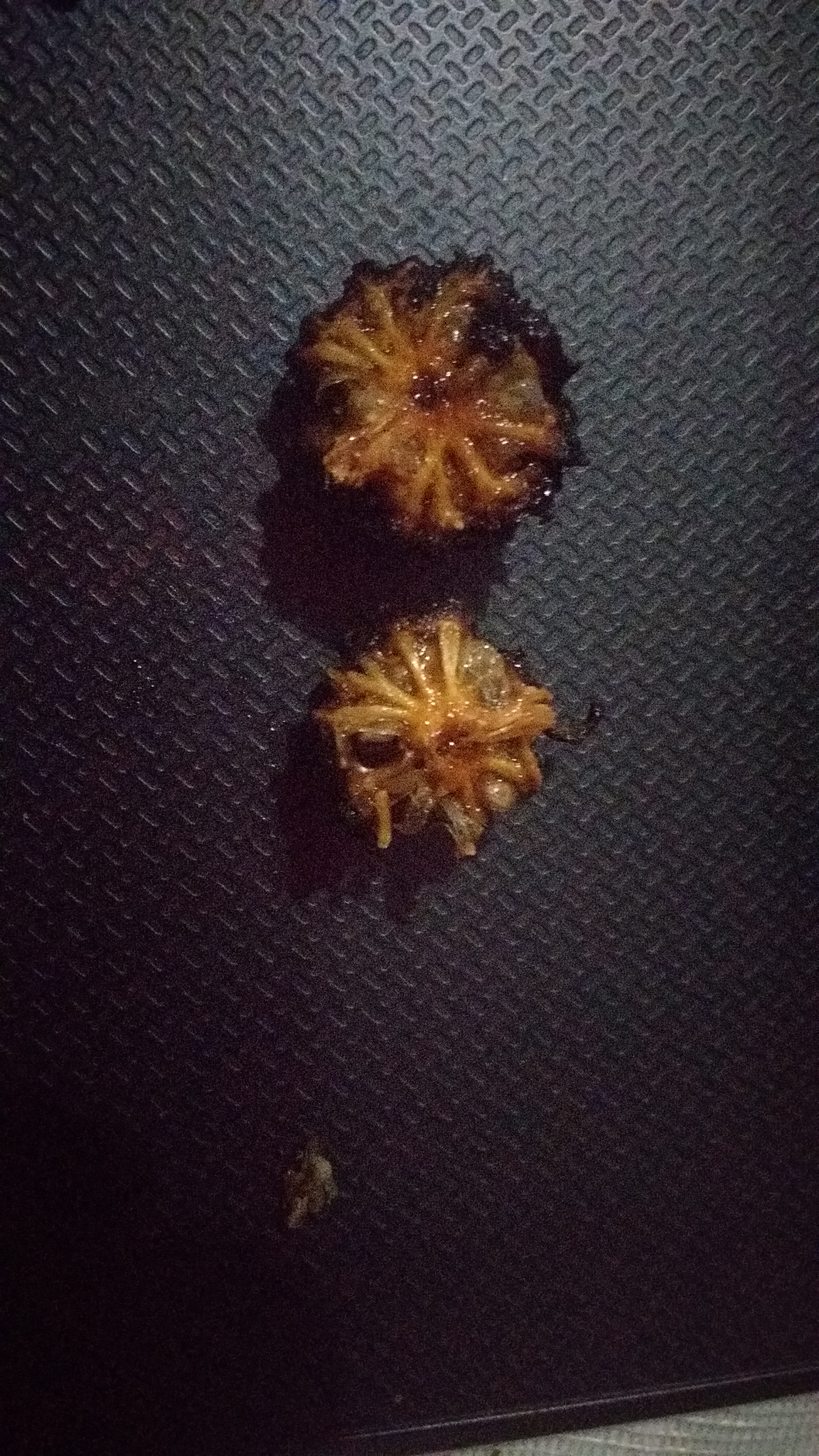
Fruto aberto
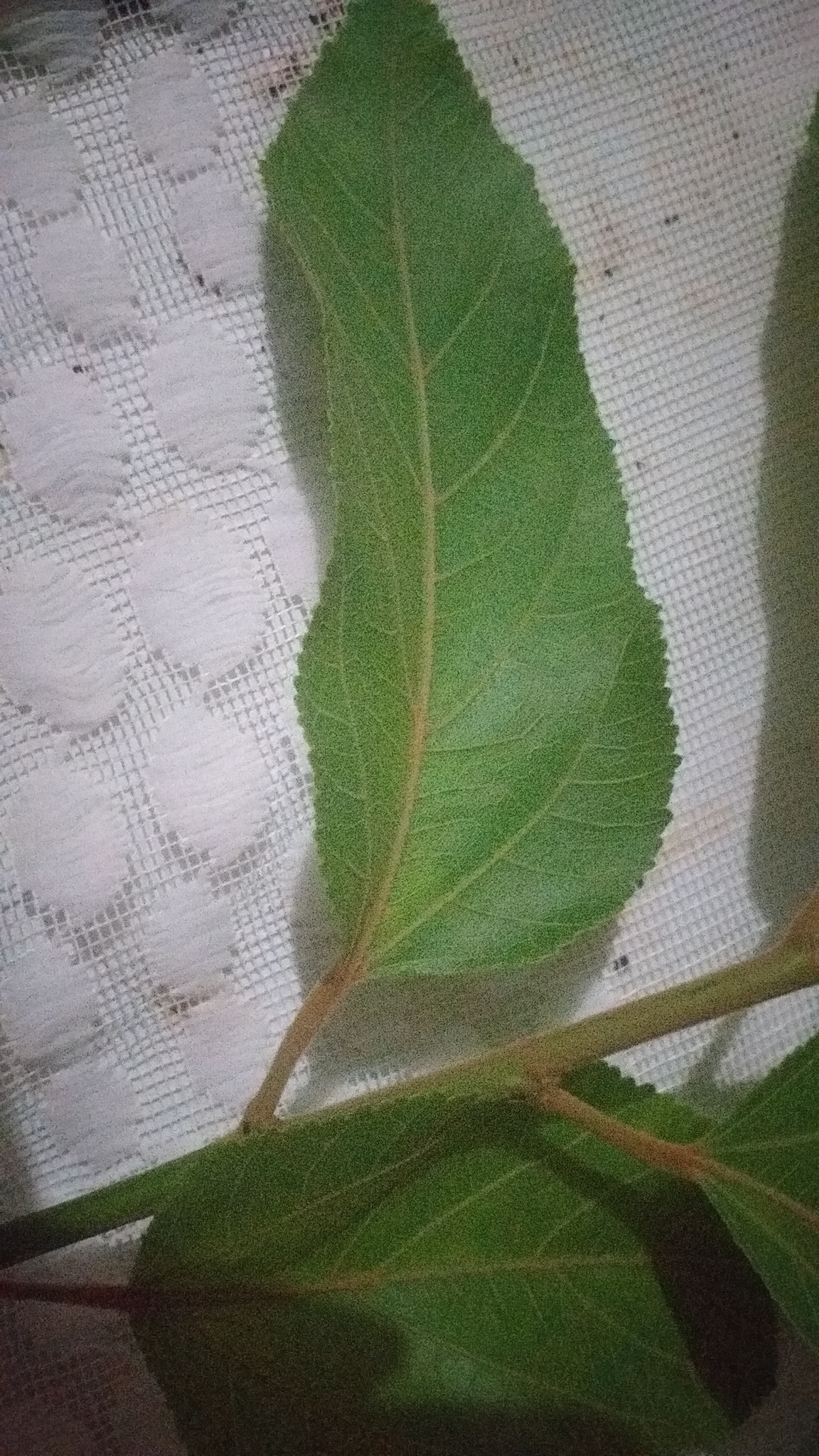
Detalhes da margem da folha

## Taxonomia
A planta foi descrita oficialmente pelo naturalista francês Jean Baptiste Antoine Pierre de Monnet de Lamarck e publicado em Encyclopédie Méthodique, Botanique no ano de 1789.
A espécie também foi descritas por outros botânicos com outras nomenclaturas e apresenta aproximadamente 26 sinonímias botânicas.

## Nomes populares
No Brasil: mucungo, babosa, buxuma, envireira-do-campo, fruta-de-macaco, guamaca, nabombo, pau-de-pomba, pojó;  no Acre e Pará: mutamba-preta; em Alagoas: guaxima-macho; no Amazonas: cabeça-de-negro e guaxima-macho; no Acre, Alagoas, Amazonas, Bahia, Ceará, Minas Gerais e Paraíba: mutamba;  em Mato Grosso: envireira e pau-de-bicho; em Mato Grosso e Mato Grosso do Sul: chico-magro; em Mato Grosso do Sul e São Paulo: mutambo; em Minas Gerais: camacã, e pau-de-motamba;  no Pará: embireira, embira e mutamba-verdadeira; na Paraíba: pau-de-motamba; no Paraná: amoreira; no Rio de Janeiro: algodão; no Rio Grande do Sul: embiru; no Pará e na Bahia: periquiteira e em São Paulo: araticum-bravo, cabeça-de-negro, coração-de-negro, embireira, guaxima-macho, guaxima-torcida, maria-preta, marolinho e motambo e em Sergipe: umbigo-de-caçador e umbigo-de-vaqueiro.
Sergipe: umbigo-de-caçador e umbigo-de-vaqueiro.
Na Argentina: cambá acá; na Bolívia: coco, coquillo e coquito; em Costa Rica: guácimo blanco; em Cuba: guácima e guácima de caballo; no Equador: guácimo, guasuma e guázimo; na Guatemala: pixoy e xuyuy; em Honduras: caulote; nas Ilhas Virgens: jacocalalu; na Jamaica: bastard cedar; no México: caulote e majagua de toro; na República Dominicana: guácima cimarrona; no Panamá: guácimo de ternero; no Paraguai, kamba aka guasu; no Peru, papayillo; e em Trinidad, west indian elm.
Outros nomes populares pelas quais ela é conhecida são caulote no México, coco, coquillo na Bolívia, guasuma e guázimo no Equador, pixoy e xuyuy na Guatemala, guácimo e guácimo de ternero.[carece de fontes?]

## Etimologia
O nome do gênero "Guazuma" é de origem mexicana; o epíteto da especie "ulmifolia" é devido a folha do ulmus, olmo-europeu.
"Mutamba" e "mutambo" se originaram do termo quimbundo mu'tamba.
"Mucungo" provém do termo africano mu'kungu.